# Brie, Charente
Brie är en kommun i departementet Charente i regionen Nouvelle-Aquitaine i västra Frankrike. Kommunen ligger  i kantonen La Rochefoucauld som ligger i arrondissementet Angoulême. År 2022 hade Brie 4 157 invånare.

## Befolkningsutveckling
Antalet invånare i kommunen Brie
Referens:INSEE